# Antoni Reiter
Antoni Reiter (Gdansk, 16 de marzo de 1950-Gdansk, 9 de febrero de 1986) fue un deportista polaco que compitió en judo.
Ganó una medalla en el Campeonato Mundial de Judo de 1973 y tres medallas en el Campeonato Europeo de Judo entre los años 1974 y 1976. Participó en los Juegos Olímpicos de Montreal 1976, donde finalizó duodécimo en la categoría de –93 kg.

## Palmarés internacional
| Campeonato Mundial | Campeonato Mundial    | Campeonato Mundial | Campeonato Mundial |
| Año                | Lugar                 | Medalla            | Categoría          |
| ------------------ | --------------------- | ------------------ | ------------------ |
| 1973               | Lausana (Suiza)       | Medalla de bronce  | –80 kg             |
| Campeonato Europeo |                       |                    |                    |
| Año                | Lugar                 | Medalla            | Categoría          |
| 1974               | Londres (Reino Unido) | Medalla de plata   | –80 kg             |
| 1975               | Lyon (Francia)        | Medalla de oro     | –80 kg             |
| 1976               | Kiev (URSS)           | Medalla de bronce  | –80 kg             |